# Bat Out of Hell: Live with the Melbourne Symphony Orchestra
Bat Out of Hell: Live with the Melbourne Symphony Orchestra je koncertní album amerického hudebníka Meat Loafa. Vydáno bylo 28. září roku 2004 společnostmi Mercury Records a Sanctuary Records a jeho producenty byli Aernout Kerbert, Richard Whitehouse a Peter Mokran. Záznam pochází z koncertů v Melbourne, kde zpěvák vystoupil ve dnech 20.–24. února 2004 za doprovodu Melbourneského symfonického orchestru. Záznam obsahuje všech sedm písní ze zpěvákova alba Bat Out of Hell (1977), které jsou zde doplněny několika dalšími.

## Seznam skladeb
CD
1. Bat Out of Hell (plná podpora orchestru)
2. You Took the Words Right Out of My Mouth (Hot Summer Night) (plná podpora orchestru)
3. Heaven Can Wait (klavír s částečným doprovodem orchestru)
4. All Revved Up with No Place to Go (bez podpory orchestru)
5. 2 Out Of 3 Ain't Bad (s částečným doprovodem orchestru)
6. Paradise by the Dashboard Light (plná podpora orchestru)
7. For Crying Out Loud (s částečným doprovodem orchestru)
8. I Would Do Anything for Love (But I Won't Do That) (plná podpora orchestru)

DVD
1. Life Is a Lemon and I Want My Money Back (bez podpory orchestru)
2. Mercury Blues (z alba CHSB – skrytá píseň za „Forever Young“ – bez podpory orchestru)
3. Dead Ringer For Love (s částečným doprovodem orchestru)
4. Testify (s chlapeckým pěveckým sborem bez orchestru)
5. All Revved Up with No Place to Go (s australskými roztleskávačkami bez podpory orchestru)
6. You Took the Words Right Out of My Mouth (Hot Summer Night) (s podporou orchestru)
7. I Couldn't Have Said It Better (s podporou orchestru)
8. 2 Out of 3 Ain't Bad (s kytarovým intrem, částečným doprovodem orchestru)
9. Out of the Frying Pan (And Into The Fire) (bez orchestru s pyro efektem)
10. For Crying Out Loud (s částečným doprovodem orchestru)
11. Paradise By The Dashboard Light (plná podpora orchestru, představení kapely a loučení)
12. I Would Do Anything For Love (But I Won't Do That) (plná podpora orchestru)
13. Bat Out Of Hell (plná podpora orchestru)

Písně „You Took the Words…“ a „I Would Do Anything for Love…“ se liší od originálních textů zkrácením, „I Could't Have Said It Better“ je také zkrácené, ale v hudbě, nikoliv v textech.